# Remake (Casa)
Remake è il secondo album studio del gruppo italiano Casa, pubblicato nel 2008.

## Il disco
In ottemperanza all'inclinazione non commerciale del gruppo Remake è operazione concettuale che raccoglie dieci compositori attivi nell'ambito della musica elettronica provenienti da tutta Italia. L'opera consiste nella versione live di un pezzo contenuto nel precedente Vita politica dei Casa dal titolo Tutti impazziscono per i tuoi occhi di cammello ma lui no e di dieci versioni remake della stessa a opera di musicisti provenienti da tutta Italia e attivi nell'ambito della musica elettronica. Tra le indicazioni imposte agli interpreti, la durata del brano, di cinque minuti esatti. La prima canzone è la versione fornita agli altri musicisti; si tratta di una registrazione live del 2004 suonata dalla prima formazione della band. Il gruppo ha sempre evidenziato come l'album sia da intendersi non come una raccolta di autori vari ma un'operazione concettuale da attribuire ai Casa nella quale i musicisti collaboratori ricoprono il ruolo di interpreti. È stato girato il videoclip di Tutti impazziscono per i tuoi occhi di cammello ma lui no (versione di Acidhead).

### La copertina dell'album
La copertina consiste nel particolare da un'immagine di Homeart generata dal compositore e programmatore Pietro Grossi e concessa al gruppo dall'Associazione Pietro Grossi.

## Tracce
1. Tutti impazziscono per i tuoi occhi di cammello ma lui no (versione live dei Casa del 2004) - 2:12
2. Tutti impazziscono per i tuoi occhi di cammello ma lui no (versione di Acidhead) - 5:00
3. Tutti impazziscono per i tuoi occhi di cammello ma lui no (versione di Radiomilingo) - 5:00
4. Tutti impazziscono per i tuoi occhi di cammello ma lui no (versione di Luca dal Lago) - 5:00
5. Tutti impazziscono per i tuoi occhi di cammello ma lui no (versione di Erik Ursich) - 5:00
6. Tutti impazziscono per i tuoi occhi di cammello ma lui no (versione di Be Invisible Now) - 5:00
7. Tutti impazziscono per i tuoi occhi di cammello ma lui no (versione di Airbag Killex) - 5:00
8. Tutti impazziscono per i tuoi occhi di cammello ma lui no (versione di Bradipop) - 5:00
9. Tutti impazziscono per i tuoi occhi di cammello ma lui no (versione di Gigi Funcis degli Eterea Post Bong Band) - 5:00
10. Tutti impazziscono per i tuoi occhi di cammello ma lui no (versione di Dressed/Undressed) - 5:00
11. Tutti impazziscono per i tuoi occhi di cammello ma lui no (versione di Furia Elettrica) - 5:00

## Formazione
- Filippo Bordignon - voce
- Alessandro Milan - basso
- Federico Pellizzari - batteria
- Francesco Spinelli - chitarra